# Lasioglossum ruficolle
Lasioglossum ruficolle är en biart som först beskrevs av Heinrich Friese 1924.  Lasioglossum ruficolle ingår i släktet smalbin, och familjen vägbin. Inga underarter finns listade i Catalogue of Life.